# C21H40O2
化学式C21H40O2（摩尔质量：324.54 g/mol）可能指：
- 二十一碳烯酸
  - (Z)-二十一碳-7-烯酸，PubChem CID：52921861
  - (Z)-二十一碳-12-烯酸，PubChem CID：5312547
- 油酸丙酯，CAS号：111-59-1
- 油酸异丙酯，CAS号：112-11-8

|  | 这个同类索引页列出了具有相同分子式的化学物（即同分異構體）条目。 除非您是有意链接至本页，否则应将相应条目的内部链接指向正确的条目。 |